# 昭陽江
昭陽江（ソヤンガン）は、大韓民国江原特別自治道麟蹄郡瑞和面を源流とし、春川市から北漢江に合流する、支流河川である。1967年4月から春川市の北漢江との合流地点に昭陽江ダムが建設され、1973年10月15日に完成した。支流の麟北川は朝鮮民主主義人民共和国を源流とする。